# Почти всюду
Почти всюду обычно означает за исключением множества меры нуль.
Точнее, если утверждение зависит от точки в пространстве с мерой, то говорят, что оно выполнено почти всюду, если оно выполняется для всех точек за исключением точек в некотором множестве меры нуль.
Часто используется сокращение, п.в. для почти всюду или a.e. от англ. almost everywhere.
Например для функций {\displaystyle f} и {\displaystyle h} выражения
{\displaystyle f=\!=^{\!\!\!\!\!\!\!\!{\text{п.в.}}}h\qquad {\text{или}}\qquad f=\!=^{\!\!\!\!\!\!\!\!{\text{а.е}}}h}
означают, что равенство {\displaystyle f(x)=h(x)} выполняется при почти всех значениях переменной {\displaystyle x}.

## Определение
Пусть {\displaystyle (X,{\mathcal {F}},\mu )} — пространство с мерой. Обозначим символом {\displaystyle T} множество точек из {\displaystyle X}, для которых верно некоторое утверждение {\displaystyle {\mathcal {A}}}. Говорят, что утверждение {\displaystyle {\mathcal {A}}} выполнено почти всюду (п.в.), если
{\displaystyle (X\setminus T)\subset A,\mu (A)=0}

### Замечания
- Множество, на котором условие не выполнено, не всегда является измеримым.
- Если пространство с мерой является вероятностным пространством, то вместо слов «почти всюду» употребляют «почти наверное» или «почти наверняка» (см. статью «почти достоверное событие»).

## Примеры
- Функция Дирихле равна нулю почти всюду, ибо {\displaystyle m(\mathbb {Q} )=0}, где {\displaystyle m} — мера Лебега на {\displaystyle \mathbb {R} }.
- Канторова лестница имеет производную, равную нулю почти всюду.